# Amersfoort2014
Amersfoort2014 is een lokale politieke partij in de Nederlandse gemeente Amersfoort zonder binding met landelijke partijen. De partij richt zich op de inwoners, de wijken, de stad, de regio.

## Geschiedenis
De partij werd opgericht in november 2013 en deed in maart 2014 voor het eerst mee aan de gemeenteraadsverkiezingen. Tijdens die verkiezingen haalde de partij één zetel die werd ingenomen door lijsttrekker Ben Stoelinga. Hij werd ondersteund door twee steunfractieleden. De partij deed in 2018 opnieuw mee aan de gemeenteraadsverkiezingen en haalde daarbij 3 zetels. In de raadsperiode 2018-2022 stemde de partij, samen met bijna alle andere politieke partijen in de raad, in met een Deelakkoord Duurzaamheid. Amersfoort2014 bleef ook actief in het kritisch volgen van in haar ogen niet duidelijk onderbouwde uitgaven. Dit betrof onder meer de uitgaven gedaan in het kader van de verplaatsing van de Armandocollectie naar Museum Oud Amelisweerd en de restaurantvoorzieningen in het nieuwe zwemcomplex Amerena. Amersfoort2014 is zich in deze periode blijven verzetten tegen financieel grote projecten als de Westelijke Ontsluiting en de bouw van een nieuw Stadhuis.
Tijdens de gemeenteraadsverkiezingen in 2022 behaalde de partij 4 zetels.